# Моно (Италија)
Моно (итал. Monno) је насеље у Италији у округу Бреша, региону Ломбардија.
Према процени из 2011. у насељу је живело 555 становника. Насеље се налази на надморској висини од 1074 м.

## Становништво
Према резултатима пописа становништва 2011. у општини је живело 564 становника.
| 1951. | 1961. | 1971. | 1981. | 1991. | 2001. | 2011. |
| ----- | ----- | ----- | ----- | ----- | ----- | ----- |
| 848   | 781   | 647   | 619   | 570   | 586   | 564   |